# Frontera entre Burkina Faso y Costa de Marfil
La frontera entre Burkina Faso y Costa de Marfil es la línea fronteriza de trazado este-oeste que separa el sur de Burkina Faso del norte de Costa de Marfil en África Occidental, a la altura aproximada del paralelo 10 norte, separando las regiones burkinabesas de Suroeste y Cataratas, de los distritos marfileños de Zanzan y Savanes. Tiene 584 km de longitud. Al oeste forma un trifinio con el sur de Malí, va hacia el este para pasar al trifinio con Ghana.

## Historia
Esta frontera entre dos antiguas colonias del África Occidental Francesa se concretó cuando ambas se independizaron en 1960. En 2002 esta frontera permaneció cerrada debido a la primera guerra civil de Costa de Marfil; volvió a abrir en 2004. El grado de apertura de la frontera entre ambos países tiene consecuencias económicas en Burkina Faso, debido a la importancia para la población de este país de la inmigración laboral en Costa de Marfil.